# Joe Hildebrand
Pour les articles homonymes, voir Hildebrand.
Joe Hildebrand, officiellement Joseph Hildebrand, est un athlète américain né en 1956. Spécialiste de l'ultra-trail, il a notamment remporté la Vermont 100 Mile Endurance Run en 1998 et 2001 ainsi que l'Old Dominion 100 Mile Endurance Run en 1999.

## Résultats
- 1998
  - 1er de la Vermont 100 Mile Endurance Run.

- 1999
  - 1er de l'Old Dominion 100 Mile Endurance Run.
  - 2e de la Vermont 100 Mile Endurance Run.

- 2001
  - 2e de l'Old Dominion 100 Mile Endurance Run.
  - 1er de la Vermont 100 Mile Endurance Run.

- 2003
  - 2e masculin et 3e du général de l'Old Dominion 100 Mile Endurance Run.